# Гідротермальний метаморфізм
Гідротермальний метаморфізм (рос. гидротермальный метаморфизм, англ. hydrothermal metamorphism, нім. hydrothermale Metamorphose f) — процес мінералогічних та хімічних змін гірських порід під дією термальних водних розчинів (гідротерм).
Гідротермічний метаморфізм — результат взаємодії породи з високотемпературною рідиною змінного складу. Різниця у складі між існуючою скелею та вторгненням рідини викликає набір метаморфічних та метасоматичних реакцій. Гідротермічна рідина може бути магматичною (походить від вторгнення магми), циркулюючих підземних вод або океанічною водою. Конвективна циркуляція гідротермальних рідин у базальтах океану забезпечує великий гідротермальний метаморфізм, що прилягає до розкиданих центрів та інших вулканічних підводних областей. Рідини в кінцевому підсумку вириваються через отвори на дні океану, відомі як чорні курці. Зразки цієї гідротермічної переробки використовуються як пошукова ознака при пошуку родовищ цінних металевих руд.
Наслідком гідротермального метаморфізму є скарни, грейзени, карбонатити, метасоматити та ін. породи.